# Pancorbo
Pancorbo település Spanyolországban, Burgos tartományban. Pancorbo Altable, Valluércanes, Santa María Ribarredonda, Villanueva de Teba, Miraveche, Partido de la Sierra en Tobalina, Valle de Tobalina, Bozoó, Santa Gadea del Cid, Encío, Ameyugo és Foncea községekkel határos. Lakosainak száma 437 fő (2024).

## Népesség
A település népessége az utóbbi években az alábbiak szerint változott:
| Lakosok száma | 486  | 464  | 476  | 538  | 501  | 480  | 451  | 434  | 423  | 437  |
|               | 2001 | 2004 | 2006 | 2009 | 2011 | 2014 | 2016 | 2019 | 2021 | 2024 |